# 黃小潔
黃小潔（1990年9月9日—），本名黃信潔，出生台灣臺中市的YouTuber，經營YouTube頻道「黃小潔Jerry」，內容以手作為主。與胡子、賤葆、阿晋等人在台中市大雅區合組「大雅工作室」。

## 事件
- 2025年上半年因未得到授權使用痛車並製作相關周邊、影片營利未經過繪師授權而遭大量網友出征。並在Facebook發表聲明與時雨羽衣終止合作。但是有部分網友指出，時雨羽衣早在2021年明確表示不允許使用插圖製作痛車，因此在黃製作痛車完畢後被其他網友踢爆未經時雨羽衣同意而使用插圖製作痛車和相關周邊而獲取不法盈利。

## 外部連結
- YouTube上的黃小潔Jerry頻道
- 黃小潔的Facebook專頁
- 黃小潔的Instagram帳戶